# GLADIATOR 002 in OSAKA
GLADIATOR 002 in OSAKAは、日本の総合格闘技団体「GLADIATOR」の大会の一つ。
2016年11月23日、大阪府大阪市のコミュニティプラザ平野（平野区民センター）で開催された。

## 大会概要
新体制旗揚げ興行となったGLADIATOR 001 in WAKAYAMAに続き、第二弾興行は大阪で開催された。今大会ではウェルター級とライトフライ級のタイトルマッチが行われるほか、キ・ウォンビンをはじめ多くの韓国人ファイターが参戦した。

## 試合結果
第1試合 フライ級 5分2R
○  大前健太 vs.  上荷大夢 ×
1R 3:10 TKO
第2試合 フェザー級 5分2R
○  マルセロ中村 vs.  吉野剛腕タイキ ×
判定3-0
第3試合 バンタム級 5分2R
○  桂爽淳 vs.  吉野光 ×
2R 4:35 リアネイキドチョーク
第4試合 フェザー級 5分2R
○  上山雄大 vs.  北崎拓実 ×
1R 3:30 TKO
第5試合 バンタム級 5分2R
○  草信孝謙 vs.  小椋雄輝 ×
1R 2:39 ヒールホールド
第6試合 バンタム級 5分2R
○  結城大樹 vs.  伊藤空也 ×
1R 3:32 リアネイキドチョーク
第7試合 ライトフライ級 5分2R
○  宮城友一 vs.  原猛司 ×
判定3-0
第8試合 ウェルター級 5分2R
△  別府敬佑 vs.  カン・ホサ △
判定1-0
第9試合 フライ級 5分2R
○  NavE vs.  鈴木崇豊 ×
1R 3:27 腕ひしぎ十字固め
第10試合 ライト級 5分2R
○  キム・ソンヒョン vs.  野副忠佑 ×
1R 1:46 KO
第11試合 フェザー級 5分2R
○  大道翔貴 vs.  天草ストロンガー四郎 ×
2R 4:21 リアネイキドチョーク
第12試合 ウェルター級 5分2R
○  中村勇太 vs.  内林幹透 ×
1R 3:28 TKO
第13試合 GLADIATORライト級次期挑戦者決定戦 5分3R
○  岸本泰昭 vs.  キ・ウォンビン ×
判定3-0
第14試合 GLADIATORライトフライ級タイトルマッチ 5分3R
○  吉村友菊 vs.  ヤックル真吾 ×
1R 1:18 TKO
※吉村友菊が第2代GLADIATORライトフライ級王者に
第15試合 GLADIATORウェルター級タイトルマッチ 5分3R
○  レッツ豪太 vs.  ムン・ジュンヒ ×
判定3-0
※レッツ豪太が王座初防衛に成功